# Lijst van afleveringen van Airwolf
Dit is een lijst met afleveringen van de Amerikaanse televisieserie Airwolf. De serie telt 4 seizoenen. Een overzicht van alle afleveringen zijn hieronder te vinden.

## Seizoen 1
| Nr. | Titel aflevering            | Uitzenddatum VS  |
| --- | --------------------------- | ---------------- |
| 1   | Shadow of the Hawke: Part 1 | 22 januari 1984  |
| 2   | Shadow of the Hawke: Part 2 | 22 januari 1984  |
| 3   | Daddy's Gone a Hunt'n       | 28 januari 1984  |
| 4   | Bite of the Jackal          | 4 februari 1984  |
| 5   | Proof Through the Night     | 11 februari 1984 |
| 6   | One Way Express             | 18 februari 1984 |
| 7   | Echoes from the Past        | 3 maart 1984     |
| 8   | Fight Like a Dove           | 10 maart 1984    |
| 9   | Mad Over Miami              | 24 maart 1984    |
| 10  | And They Are Us             | 31 maart 1984    |
| 11  | Mind of the Machine         | 7 april 1984     |
| 12  | To Snare a Wolf             | 14 april 1984    |

## Seizoen 2
| Nr. | Titel aflevering           | Uitzenddatum VS   |
| --- | -------------------------- | ----------------- |
| 1   | Sweet Britches             | 22 september 1984 |
| 2   | Firestorm                  | 29 september 1984 |
| 3   | Moffett's Ghost            | 6 oktober 1984    |
| 4   | The Truth About Holly      | 13 oktober 1984   |
| 5   | The Hunted                 | 20 oktober 1984   |
| 6   | Sins of the Past           | 27 oktober 1984   |
| 7   | Fallen Angel               | 3 november 1984   |
| 8   | HX-1                       | 10 november 1984  |
| 9   | Flight #093 Is Missing     | 17 november 1984  |
| 10  | Once a Hero                | 24 november 1984  |
| 11  | Random Target              | 8 december 1984   |
| 12  | Condemned                  | 5 januari 1985    |
| 13  | The American Dream         | 12 januari 1985   |
| 14  | Inn at the End of the Road | 26 januari 1985   |
| 15  | Santini's Millions         | 2 februari 1985   |
| 16  | Prisoner of Yesterday      | 9 februari 1985   |
| 17  | Natural Born               | 23 februari 1985  |
| 18  | Out of the Sky             | 2 maart 1985      |
| 19  | Dambreakers                | 16 maart 1985     |
| 20  | Severance Pay              | 23 maart 1985     |
| 21  | Eruption                   | 6 april 1985      |
| 22  | Short Walk to Freedom      | 13 april 1985     |

## Seizoen 3
| Nr. | Titel aflevering                  | Uitzenddatum VS   |
| --- | --------------------------------- | ----------------- |
| 1   | The Horn of Plenty                | 28 september 1985 |
| 2   | Airwolf II                        | 5 oktober 1985    |
| 3   | And a Child Shall Lead            | 12 oktober 1985   |
| 4   | Fortune Teller                    | 14 oktober 1985   |
| 5   | Crossover                         | 26 oktober 1985   |
| 6   | Kingdom Come                      | 2 november 1985   |
| 7   | Eagles                            | 9 november 1985   |
| 8   | Annie Oakley                      | 16 november 1985  |
| 9   | Jennie                            | 23 november 1985  |
| 10  | The Deadly Circle                 | 30 november 1985  |
| 11  | Where Have All the Children Gone? | 14 december 1985  |
| 12  | Half-Pint                         | 21 december 1985  |
| 13  | Wildfire                          | 11 januari 1986   |
| 14  | Discovery                         | 18 januari 1986   |
| 15  | Day of Jeopardy                   | 25 januari 1986   |
| 16  | Little Wolf                       | 1 februari 1986   |
| 17  | Desperate Monday                  | 8 februari 1986   |
| 18  | Hawke's Run                       | 15 februari 1986  |
| 19  | Break-In at Santa Paula           | 22 februari 1986  |
| 20  | The Girl Who Fell from the Sky    | 15 maart 1986     |
| 21  | Tracks                            | 22 maart 1986     |
| 22  | Birds of Paradise                 | 29 maart 1986     |

## Seizoen 4
| Nr. | Titel aflevering                                  | Uitzenddatum VS  |
| --- | ------------------------------------------------- | ---------------- |
| 1   | Blackjack                                         | 23 januari 1987  |
| 2   | Escape                                            | 30 januari 1987  |
| 3   | A Town for Hire                                   | 6 februari 1987  |
| 4   | Salvage                                           | 13 februari 1987 |
| 5   | Windows                                           | 20 februari 1987 |
| 6   | A Piece of Cake                                   | 26 februari 1987 |
| 7   | Deathtrain                                        | 6 maart 1987     |
| 8   | Code of Silence                                   | 13 maart 1987    |
| 9   | Stavograd (a.k.a. The Stavograd Incident): Part 1 | 20 maart 1987    |
| 10  | Stavograd (a.k.a. The Stavograd Incident): Part 2 | 27 maart 1987    |
| 11  | Mime Troupe                                       | 3 april 1987     |
| 12  | X-Virus                                           | 10 april 1987    |
| 13  | Rogue Warrior                                     | 24 april 1987    |
| 14  | Ground Zero                                       | 1 mei 1987       |
| 15  | Flowers of the Mountains                          | 8 mei 1987       |
| 16  | The Key                                           | 15 mei 1987      |
| 17  | On the Double                                     | 22 mei 1987      |
| 18  | Storm Warning                                     | 29 mei 1987      |
| 19  | The Golden One                                    | 3 juli 1987      |
| 20  | The Puppet Master                                 | 10 juli 1987     |
| 21  | Malduke                                           | 17 juli 1987     |
| 22  | Poppy Chain                                       | 24 juli 1987     |
| 23  | Flying Home                                       | 31 juli 1987     |
| 24  | Welcome to Paradise                               | 7 augustus 1987  |